# Limhamn Griffins
Limhamn Griffins är ett lag i amerikansk fotboll, hemmahörande i Malmö. Griffins spelar sina hemmamatcher på Hästhagens IP.
Namnet Griffins bör ha hämtats från gripen i Malmö vapen. Limhamn Griffins bildades 1988 när Glue Harbour Buccaneers och Limhamn Lumberjacks slog ihop sig för att bilda ett större lag. Laget blev svenska mästare 1993, 1994 samt 2007 och var också i SM-final 1990, 1995 och 1996.
2009 blev Limhamn Griffins svenska U17-mästare efter vinst i finalen mot Ystad Rockets med 13-8. 2011 blev Limhamn Griffins inofficiella svenska U17-mästare genom att vinna Dukes Tourney och finalen i Swedish Challenge Cup mot Kristianstad Predators. Limhamn Griffins U17-lag vann återigen Dukes Tourney 2022 och 2024, medan de slutade på en andra plats 2023.
Herrlaget spelade i högsta serien (Superserien) mellan 2014 och 2017. Inför säsongen 2024 är Griffins åter tillbaka i högsta serien.
Damlaget spelar säsongen 2024 i högsta serien (Division 1 Dam). Damlaget återuppväcktes år 2016 igen efter att ha haft uppehåll en längre tid.
Herrlaget har (t.o.m säsongen 2017) spelat 16 säsonger i Superserien, spelat 148 matcher, vunnit 74 matcher, 1 oavgjord match och förlorat 73 matcher 

## Coachstab för herrlaget 2023
Huvudtränare / Defensiv koordinator - Björn Mazetti
Offensiv koordinator - Peder Wachtmeister
Defensiv coach - Timothy Bengtsson
SPT-Koordinator - Frederik Moss Nielsen
Fystränare - Anders Lindström